# Амелунг фон Фарендорфф

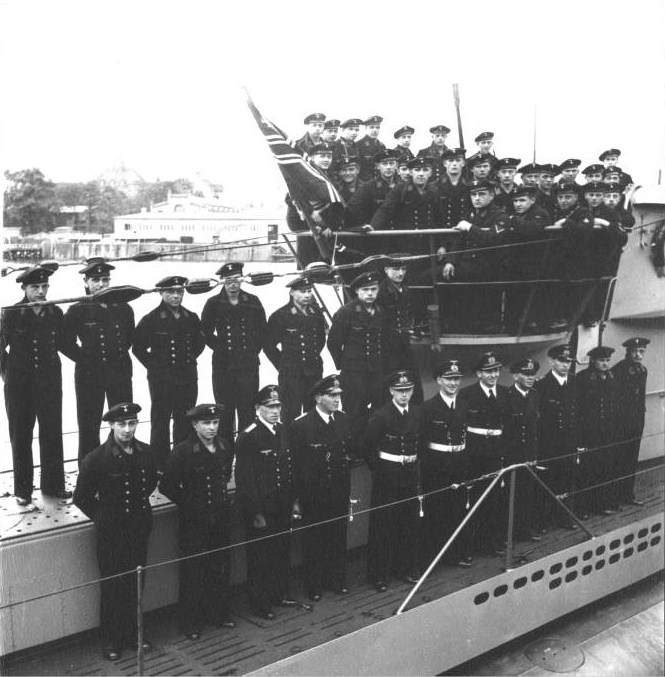
Екіпаж підводного човна U 213

Ганс-Герман Отто Амелунг фон Фарендорфф (нім. Hans-Amelung Hermann Otto von Amelung von Varendorff; 20 грудня 1913 — 1 серпня 1942) — німецький офіцер-підводник, оберлейтенант-цур-зее, командир підводного човна U-213.

## Біографія
Представник Вестфальської лінії дворянського роду Фарендорфф, відомої з XIII століття. 5 квітня 1935 року поступив на службу в німецький ВМФ. Морську підготовку пройшов на навчальній барці «Горх Фок», офіцерську — у військово-морській школі в Мюрвіці. В 1938 році він був направлений на службу в підводний флот.
Відзначився, будучи другим помічником командира підводного човна U-47 Гюнтера Пріна. Після того як U-47 14 жовтня 1939 року проникла на внутрішній рейд морської бази ВМФ Великої Британії в Скапа-Флоу на Оркнейських островах і потопила лінкор «Ройял Оук». Внаслідок цієї зухвалої операції, зокрема, англійський флот був більш ніж на пів року перебазований у бухту Лох-Ю, до тих пір, поки не були побудовані захисні споруди.
За час служби на U-47 з 1939 по 1941 рік у складі екіпажу човна здійснив 10 бойових походів. Екіпажем човни було знищено 30 торгових суден загальною водотоннажністю 162 769 брутто-реєстрових тонн і 1 бойовий корабель, лінкор «Ройял Оук», водотоннажністю 29 150 тонн. Ще 8 кораблів водотоннажністю 62 751 брт пошкоджено.
30 серпня 1941 року був призначений командиром підводного човна U-213. Здійснив 3 бойових походи, але успіхів не досяг. Брав участь у діях трьох «Вовчих зграй». U-213 був потоплений 31 липня 1942 року на схід від Азорських островів в точці з координатами 36°45′ пн. ш. 22°50′ зх. д. / 36.750° пн. ш. 22.833° зх. д. британськими шлюпами «Ерн», «Рочестер» і «Сендвіч». Всі 50 членів екіпажу загинули.

## Звання
- Кандидат в офіцери (5 квітня 1935)
- Морський кадет (25 вересня 1935)
- Фенріх-цур-зее (1 липня 1936)
- Оберфенріх-цур-зее (1 січня 1938)
- Лейтенант-цур-зее (1 квітня 1938)
- Оберлейтенант-цур-зее (1 жовтня 1939)

## Нагороди
- Німецька імперська відзнака за фізичну підготовку (1934)
- Спортивний знак СА
- Медаль «За вислугу років у Вермахті» 4-го класу (4 роки)
- Залізний хрест 2-го і 1-го класу
- Нагрудний знак підводника (1939)